# Metropolia Winnipeg
Metropolia Winnipeg – metropolia Kościoła katolickiego obrządku bizantyjsko-ukraińskiego, grupująca wszystkie eparchie tego obrządku w Kanadzie. W jej skład wchodzi metropolitalna archieparchia Winnipeg oraz cztery eparchie. Została ustanowiona w 1956 roku. Od stycznia 2006 godność metropolity i zarazem zwierzchnika całego Kościoła bizantyjsko-ukraińskiego w Kanadzie pełni abp Lawrence Huculak OSBM. 

## Eparchie
- Archieparchia Winnipeg
  - Eparchia Edmonton
  - Eparchia Saskatoon
  - Eparchia Toronto
  - Eparchia New Westminster